# Kevin Drury
Kevin Drury (Toronto, 20 de julio de 1988) es un deportista canadiense que compite en esquí acrobático, especialista en la prueba de campo a través.
Ganó una medalla de bronce en el Campeonato Mundial de Esquí Acrobático de 2019. Participó en los Juegos Olímpicos de Pyeongchang 2018, ocupando el cuarto lugar en la prueba de campo a través.

## Medallero internacional
| Campeonato Mundial | Campeonato Mundial         | Campeonato Mundial | Campeonato Mundial |
| Año                | Lugar                      | Medalla            | Competición        |
| ------------------ | -------------------------- | ------------------ | ------------------ |
| 2019               | Park City (Estados Unidos) | Medalla de bronce  | Campo a través     |